# Бертильон, Жак
Жак Бертильон (фр. Jacques Bertillon; 11 ноября 1851 года ― 4 июля 1922 года) ― французский врач, статистик и демограф.

## Биография
Жак Бертильон родился в Париже в семье учёного-статистика Луи Бертильона и его супруги Маргариты Зои Гильяр. Его старшим братом был известный криминалист Альфонс Бертильон. Жак Бертильон, как и его отец, получил медицинское образование и также обратился к статистическому анализу. В 1880 году он написал труд под названием «La Statistique humaine en France». В 1883 году он сменил своего умершего отца на посту Статистического бюро Парижа. В 1891―1893 он возглавлял комитет, который представил Классификацию причин смерти Бертильона, принятую в нескольких странах; он же разработал систему-предшественницу сегодняшней Международной классификации болезней (МКБ), которую продолжает использовать Всемирная организация здравоохранения. Был одним из основателей Международного статистического института. Сравнивая статистику из разных европейских стран, он обнаружил корреляцию между уровнем самоубийств и разводов, утверждая, что оба явления были связаны с социальным дисбалансом. Его идеи повлияли на французского социолога Эмиля Дюркгейма и, в частности, на его работу «Самоубийство». Он также был активным деятелем движения за трезвость. Занимал пост главного редактора журнала Annales de démographie internationale, хотя он издавался всего лишь несколько лет.
Жак Бертильон женился на враче Каролине Шульце; в семье у них было две дочери.
Скончался в Париже 4 июля 1922 года. Предвидя свою смерть, он подготовил письмо нескольким редакторам газет, в котором говорилось: «Когда вы получите это, меня больше не будет», и почтительно попросил написать на себя некролог.

## Сочинения
- Статистика движения населения во Франции = La statistique humaine de la France. / Пер. с фр. под ред. и с предисл. проф. Ю. Э. Янсона. — Санкт-Петербург, 1889. — [2], XIV, 164 с.
- Курс административной статистики / Пер. с фр. [и предисл.] Н. Ф. Джунковского. Ч. 1. — Москва, 1897. — Приёмы собирания и разработки статистических сведений. Переписи населения : С вступ. ст. «О научной обработке статистических материалов» проф. А. Ф. Фортунатова : С прил. Положения, инструкций и бланков переписных листов Первой всеобщ. переписи населения Рос. империи. — 1897. — XXII, 404 с., 5 л. бланк., диагр.
- Вымирание французского народа / Пер. Ф. Латернера. — Санкт-Петербург, 1899. — 40 с.